# سيريير-دو-بريورد
سيريير-دو-بريورد (بالفرنسية: Serrières-de-Briord)‏ هي بلدية فرنسية تقع في إقليم الآن في فرنسا. رمز إنسي لها هو:1403. أما الرمز البريدي لها فهو: 1470.